# Бокша
Бокша (рум. Bocșa, мађ. Boksánbánya) град је у Румунији. Он се налази у западном делу земље, у историјској покрајини Банат. Бокша се налази у оквиру жупаније Караш-Северин.
Бокша је према последњем попису из 2021. имала 12.949 становника.

## Прошлост
Аустријски царски ревизор Ерлер је 1774. године констатовао да место припада Карашовском округу, Вршачког дистрикта. Ту је подуправни подуред, рудник гвожђа и римокатоличка црква а становници су Швабе и Власи. У "Бокшану" је 1839. године био један Србин, претплатник Павловићевог "Српског народног листа".

## Географија
Град Бокша налази се у источном делу историјске покрајине Банат, око 85 km југоисточно до Темишвара.
Бокша се налази у средишњем, брежуљкастом делу историјске покрајине Банат. Град је смештен на западним падинама Карпата, на приближно 170 m надморске висине. Западно од града почиње Панонска низија.

## Становништво
У односу на попис из 2002., број становника на попису из 2011. се смањио.
| 1966.  | 1977.  | 1992.  | 2002.  | 2011.  |
| ------ | ------ | ------ | ------ | ------ |
| 16.015 | 20.731 | 19.152 | 19.023 | 15.842 |

Матични Румуни чине већину градског становништва Бокше (87%), а од мањина присутни су Мађари, Немци и Роми (2-3%). До средине 20. века у граду су били знатно бројнији Јевреји и Немци.

## Галерија
- Положај града Бокша на територији жупаније Караш-Северин